# Enfrentamientos en la Gobernación de Daraa (2021)
Los enfrentamientos en Daraa del 2021 fueron una serie de enfrentamientos entre los rebeldes alineados con el Ejército Libre Sirio y las fuerzas gubernamentales de Siria en la Gobernación de Daraa. Los enfrentamientos empezaron el 29 de julio de 2021, después del inicio de una operación del gobierno contra las células insurgentes del Ejército Libre Sirio en la ciudad de Daraa que se han mantenido activos luego de la derrota de los rebeldes en la provincia. Esta operación condujo a acciones de represalia por parte de los rebeldes. Los luchadores implicaron en el ataque son antiguos rebeldes que se rindieron al gobierno en 2018, así como rebeldes que desertaron a las filas del gobierno.

## Reacciones
Protestas a favor de los rebeldes en Daraa fueron realizadas en las ciudades de Idlib y al-Bab. El 3 de agosto, la principal carretera que conecta Arbin, Mesraba y Madira, en la región de Ghouta de Rif Dimashq, fue cortada por los partidarios de los rebeldes durante un día antes de que el ejército se desplegara en la región.